# Trisetum tenellum
Trisetum tenellum är en gräsart som först beskrevs av Donald Petrie, och fick sitt nu gällande namn av Harry Howard Barton Allan, Victor Dmitrievich Zotov, Robert Malcolm Laing och Gourlay. Trisetum tenellum ingår i släktet glanshavren, och familjen gräs. Inga underarter finns listade i Catalogue of Life.